# Aluniș, Harghita
Aluniș (în maghiară Székelymagyaros) este un sat în comuna Mugeni din județul Harghita, Transilvania, România.

## Imagini

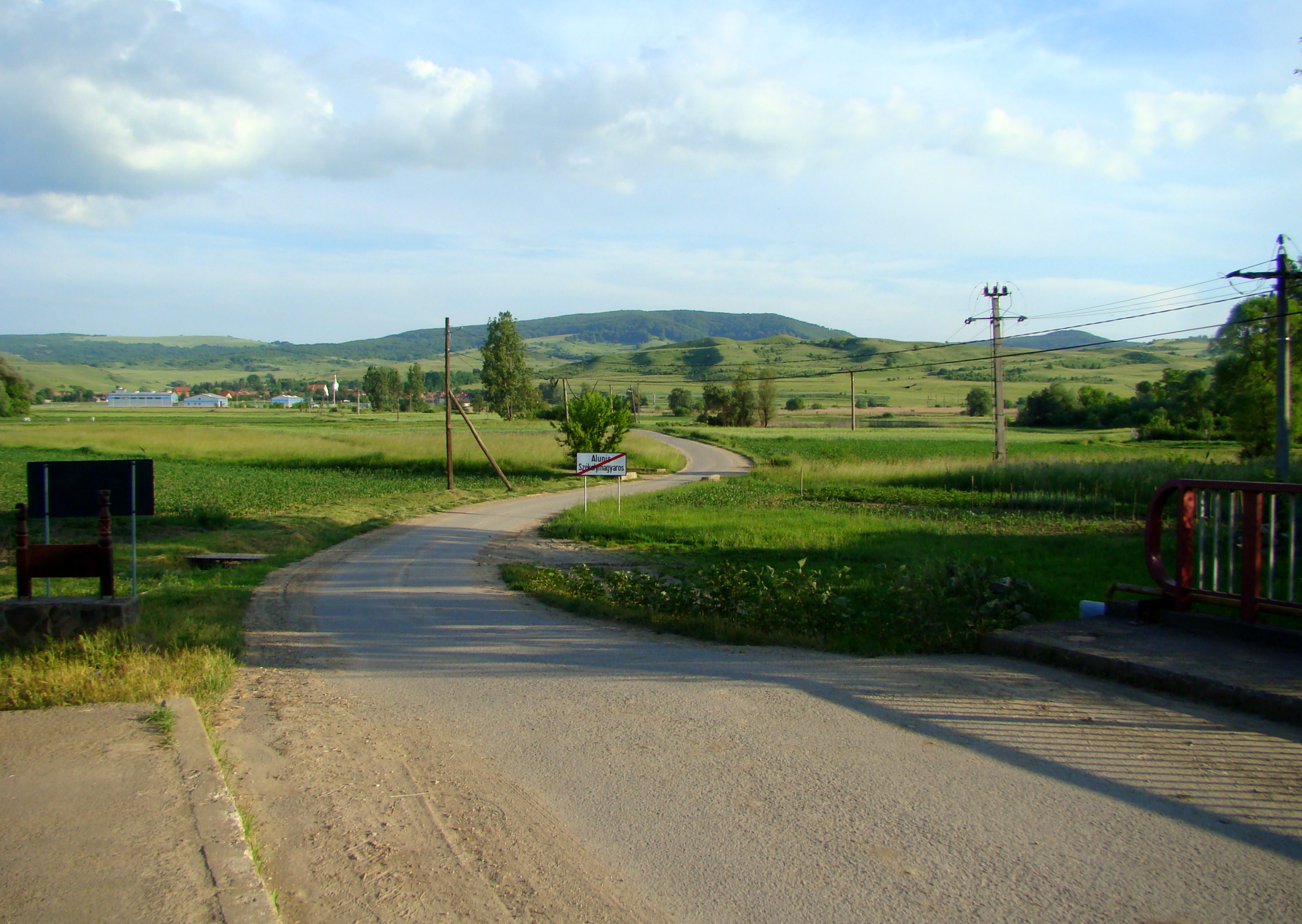
Drumul comunal spre satul Aluniș
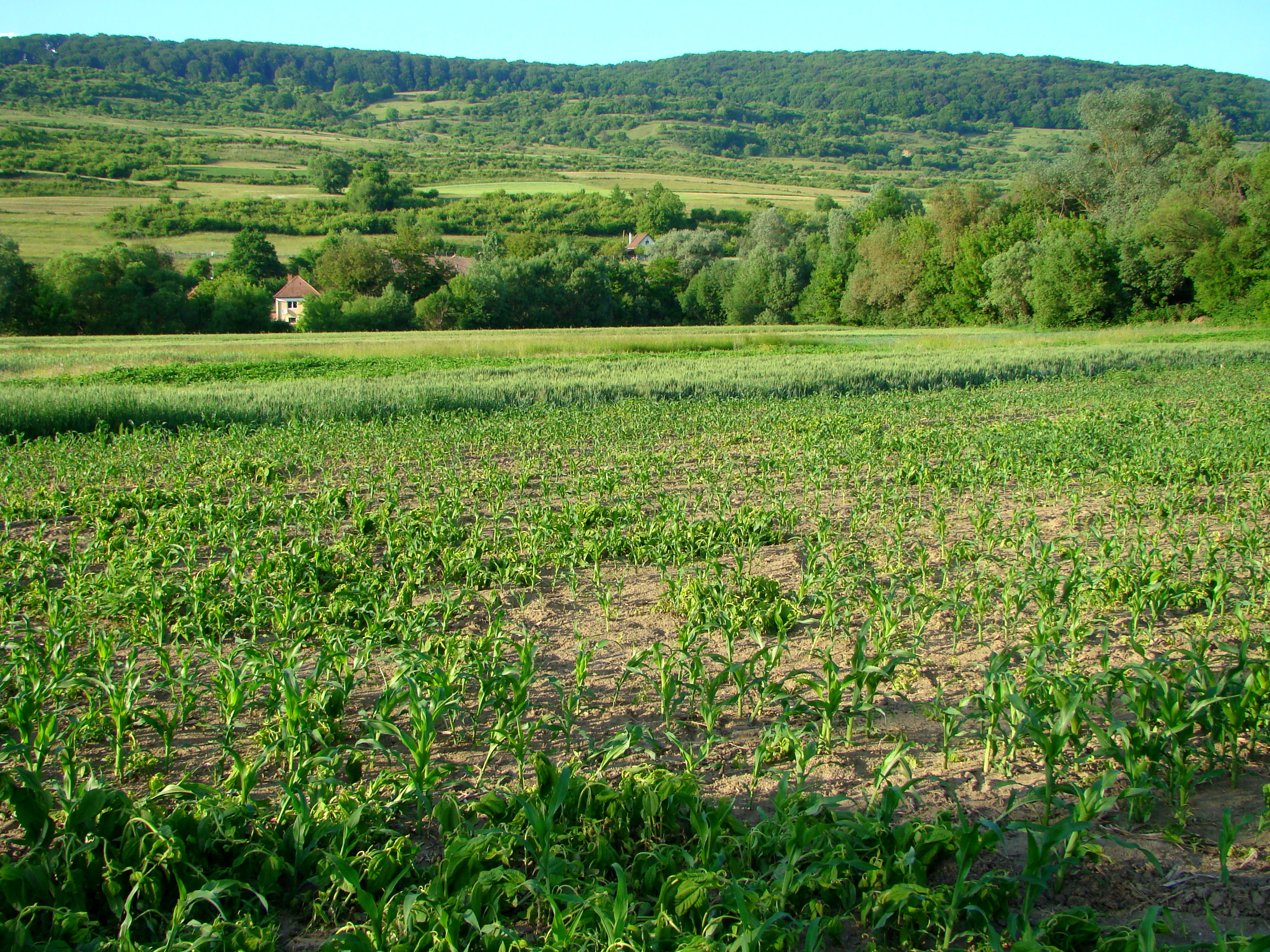
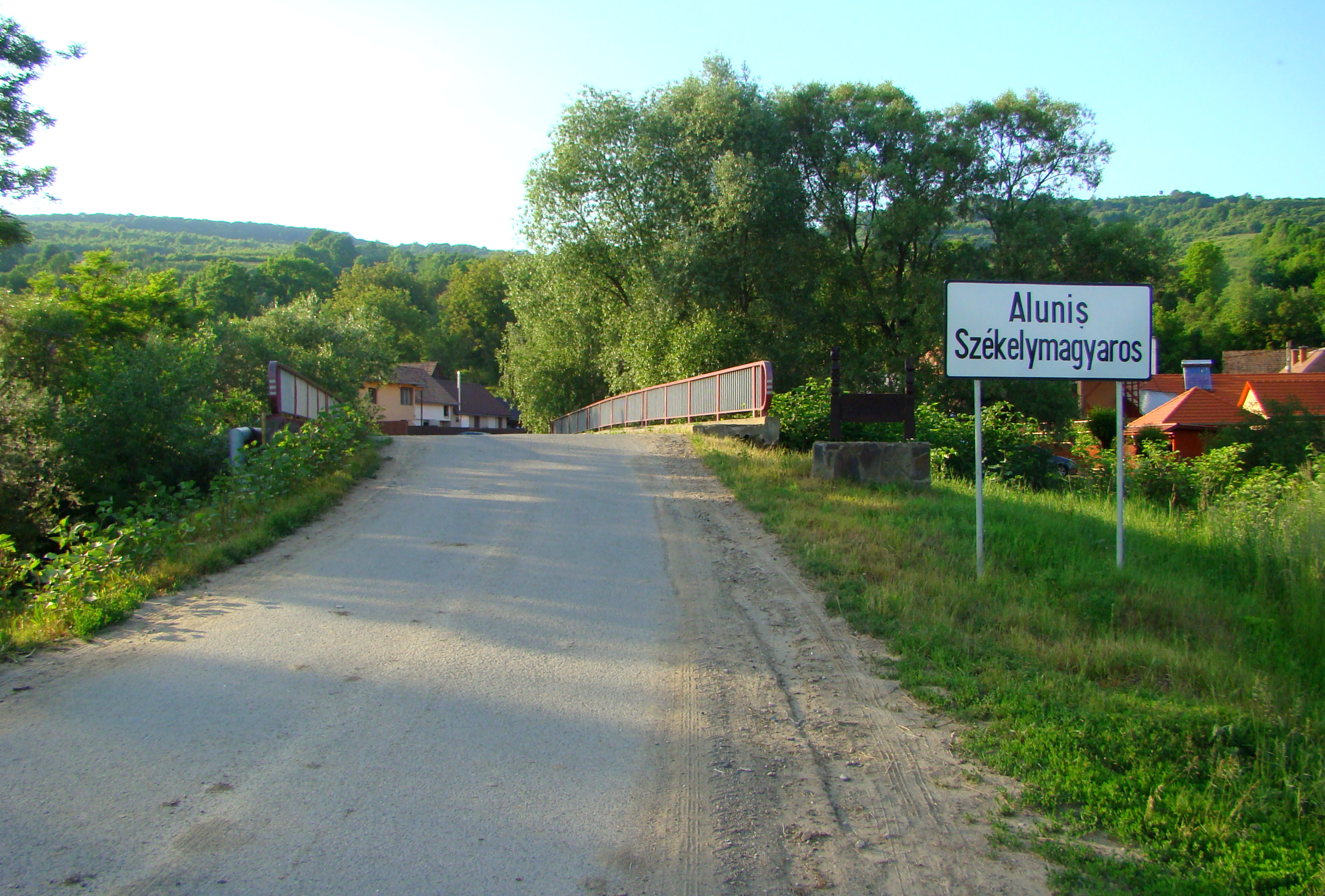
Intrarea în localitate
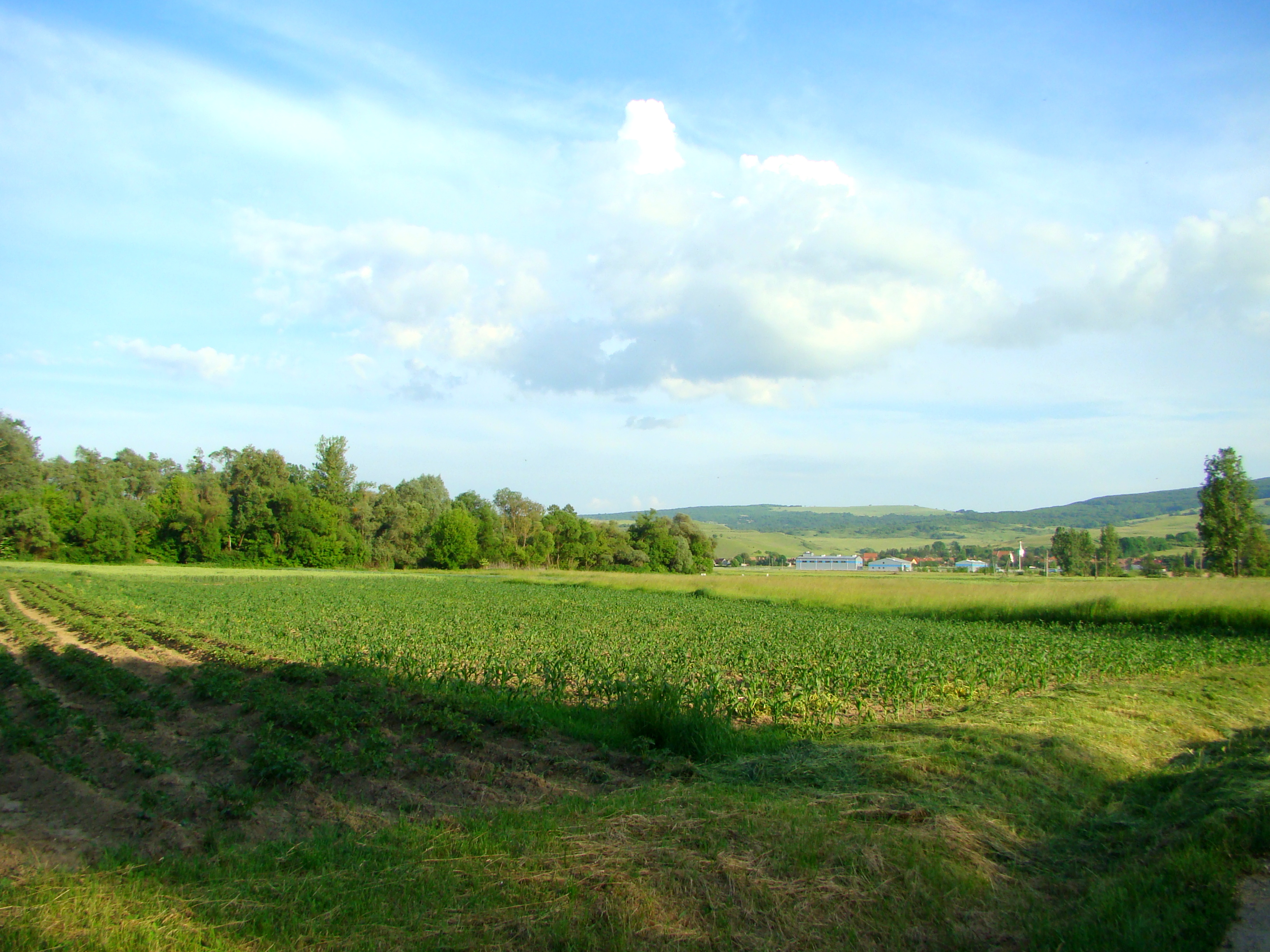
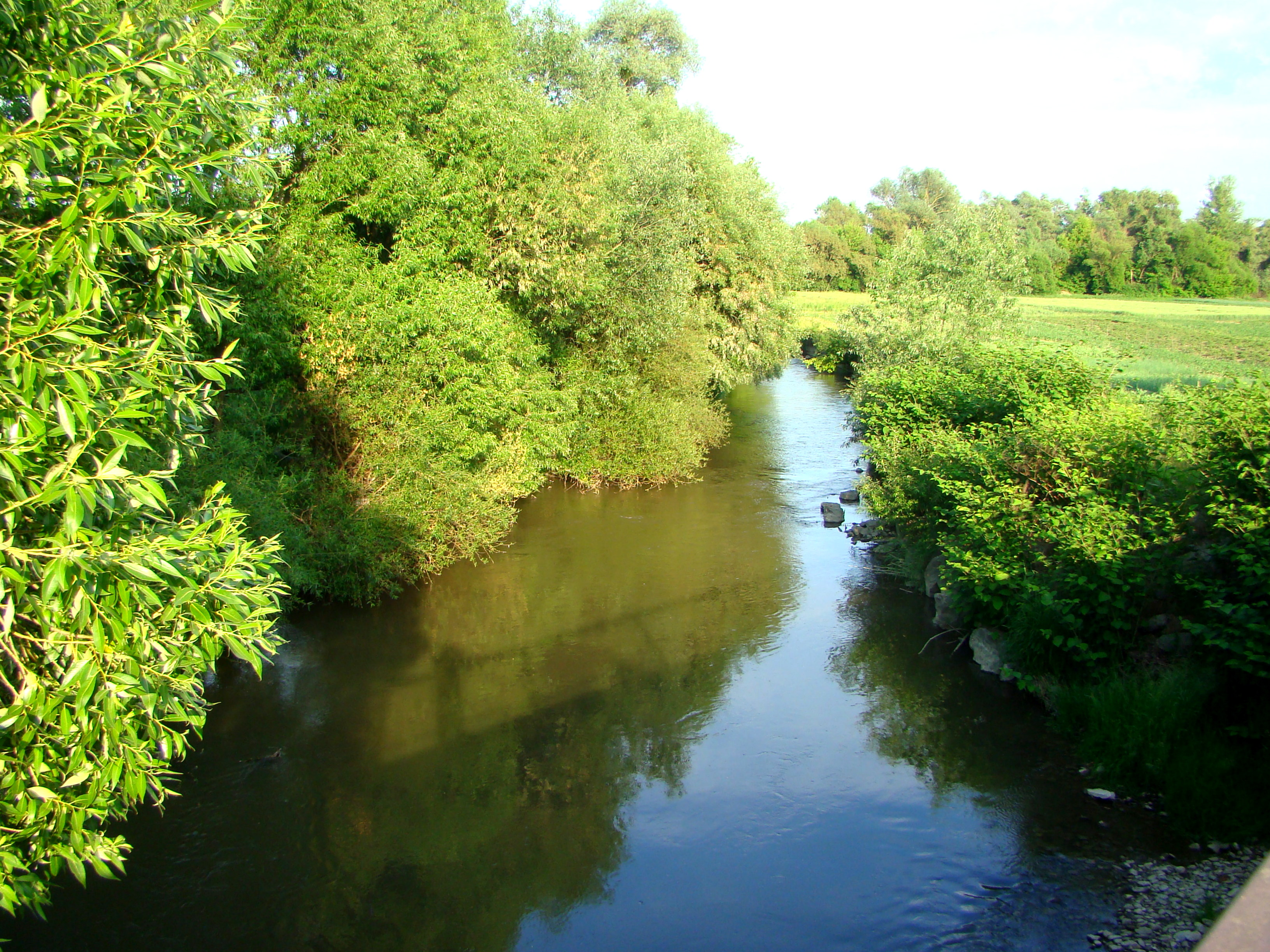
Râul Târnava Mare
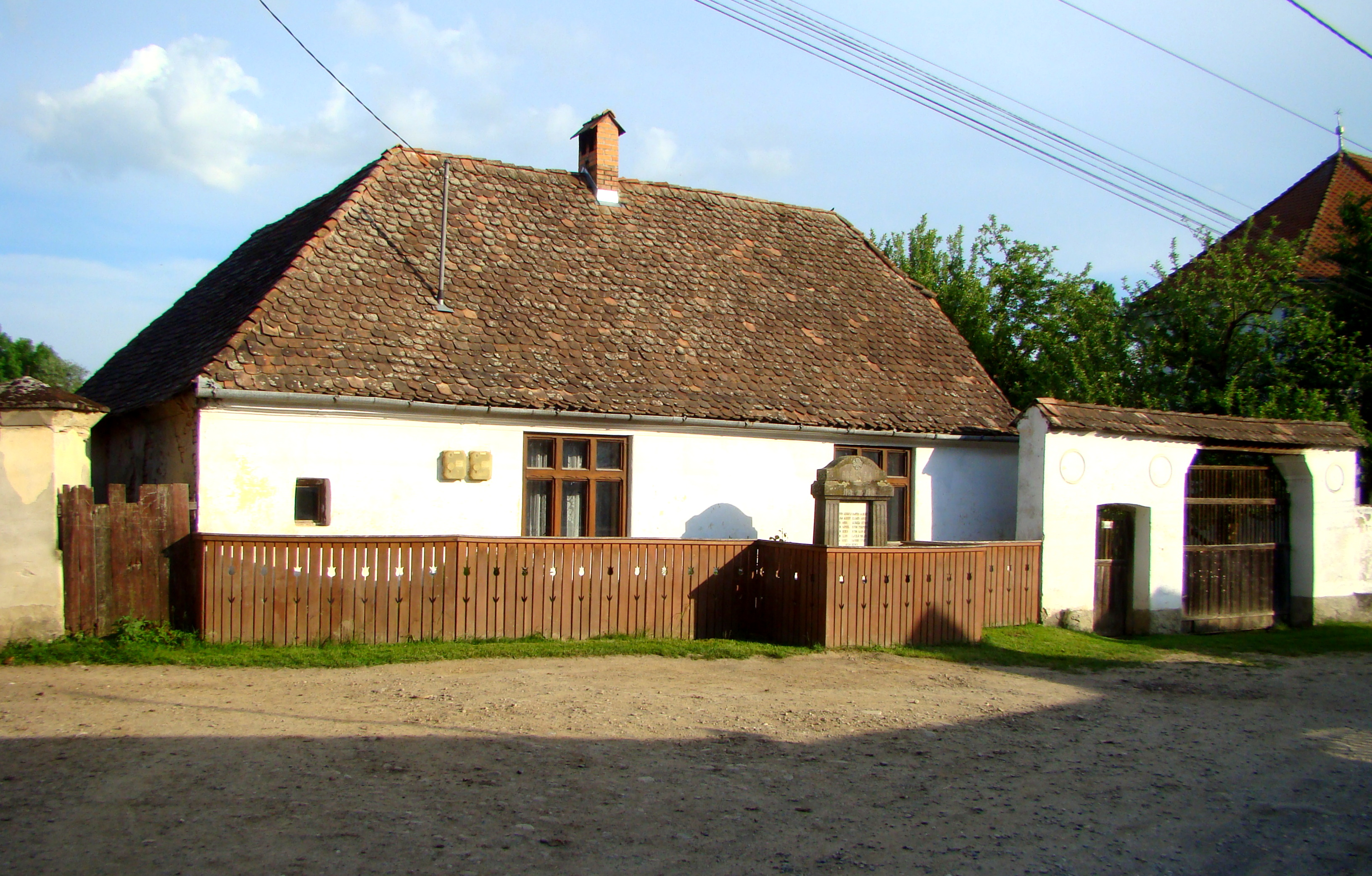
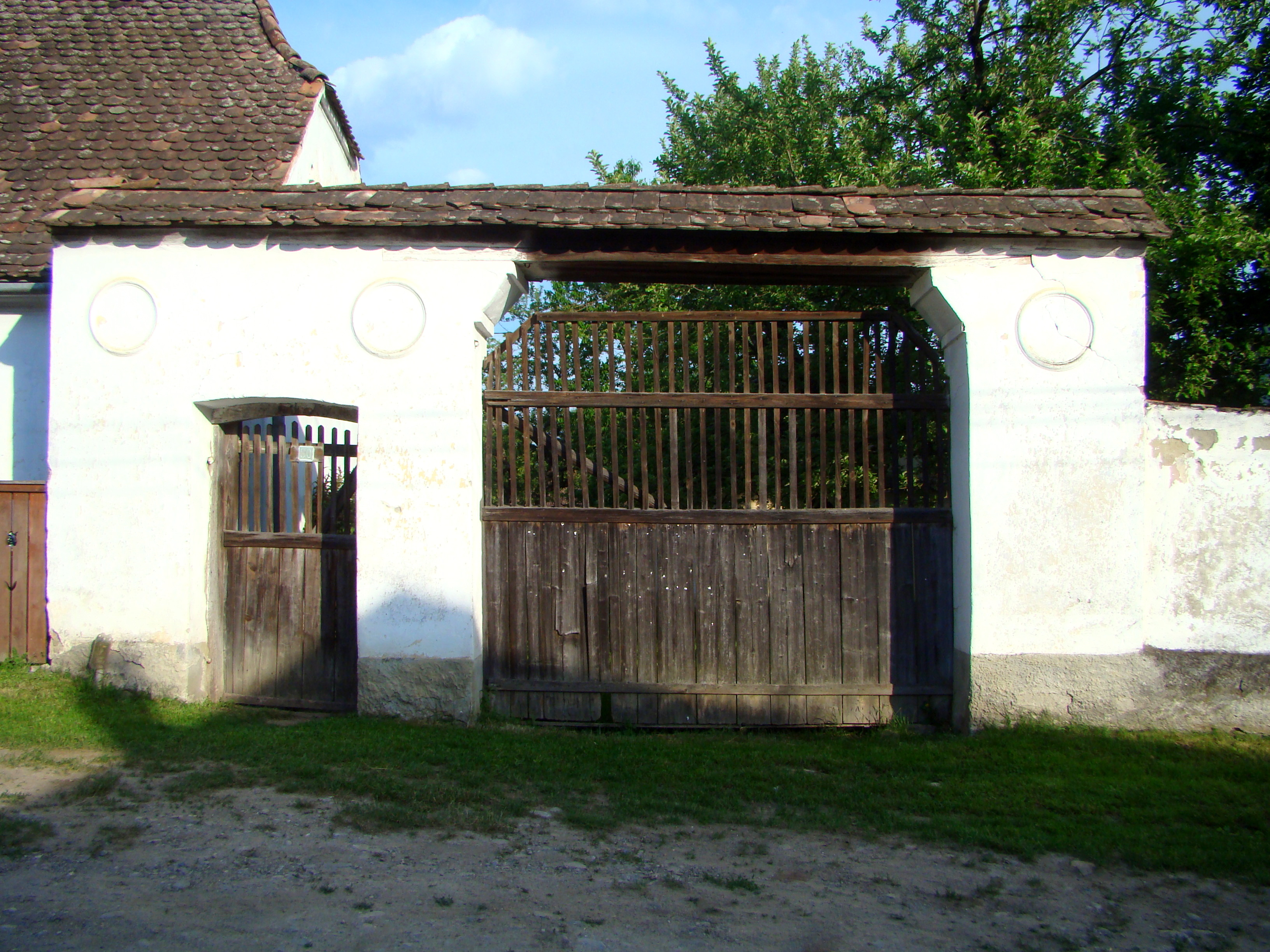
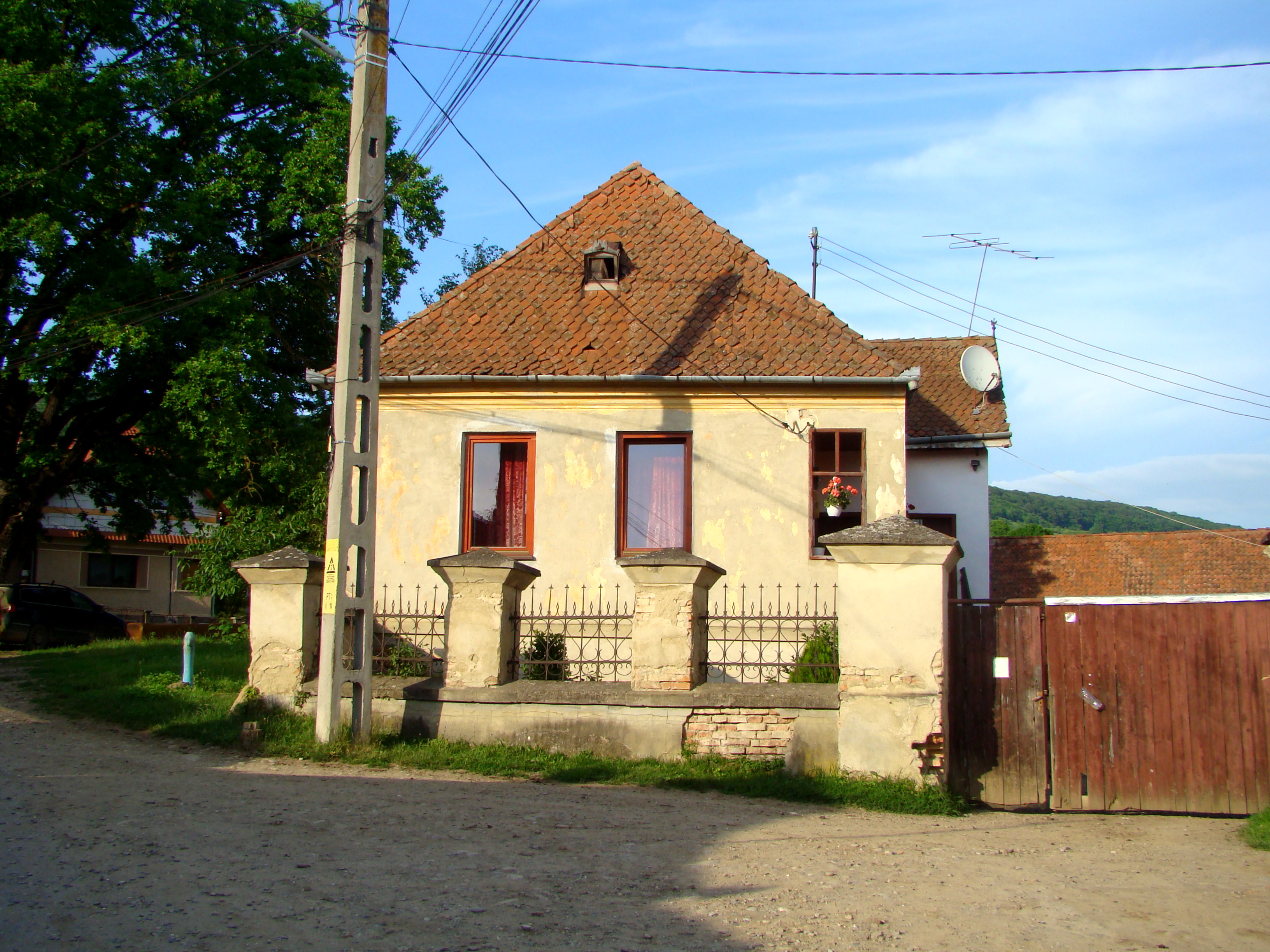
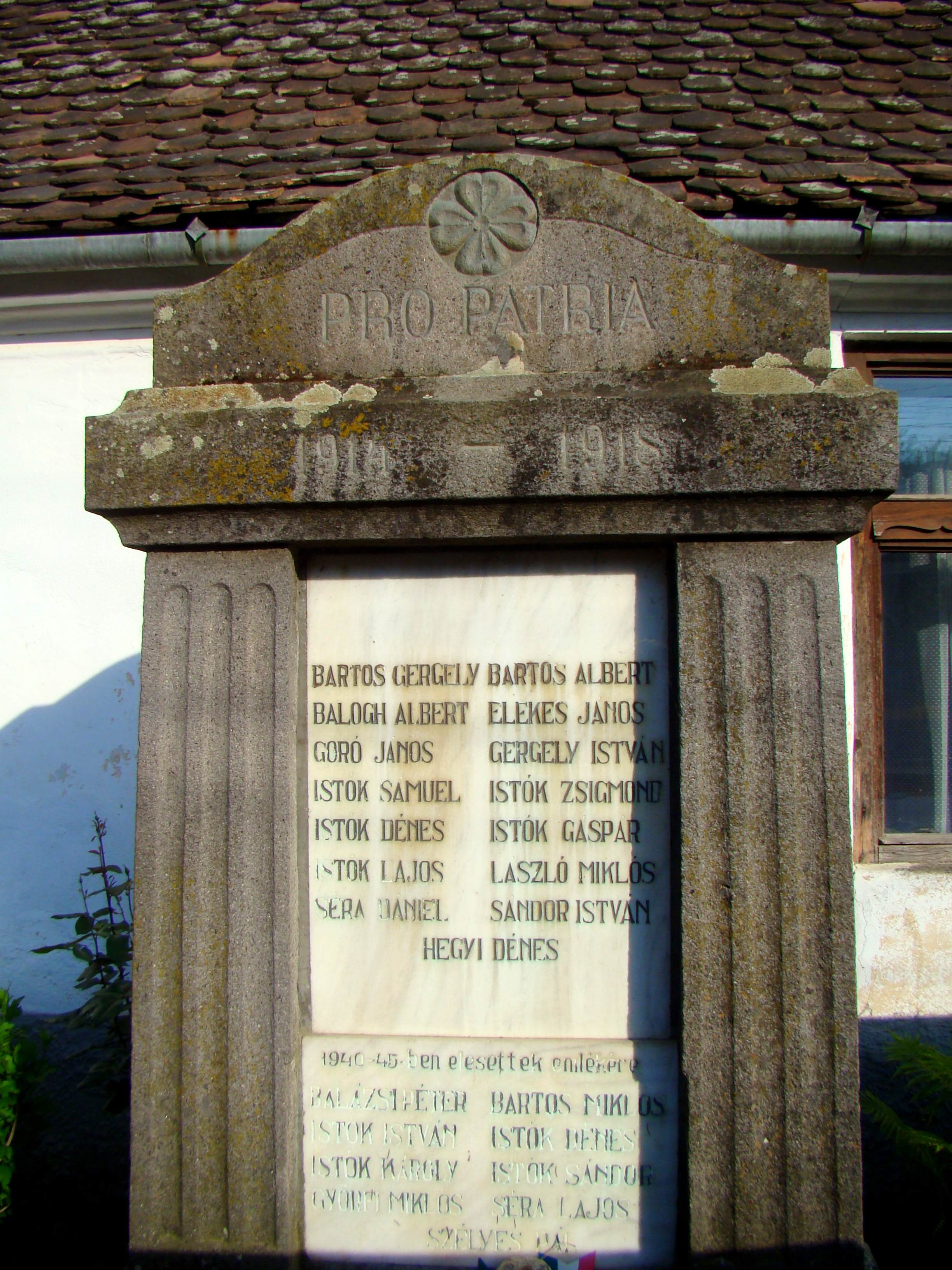
Monumentul eroilor
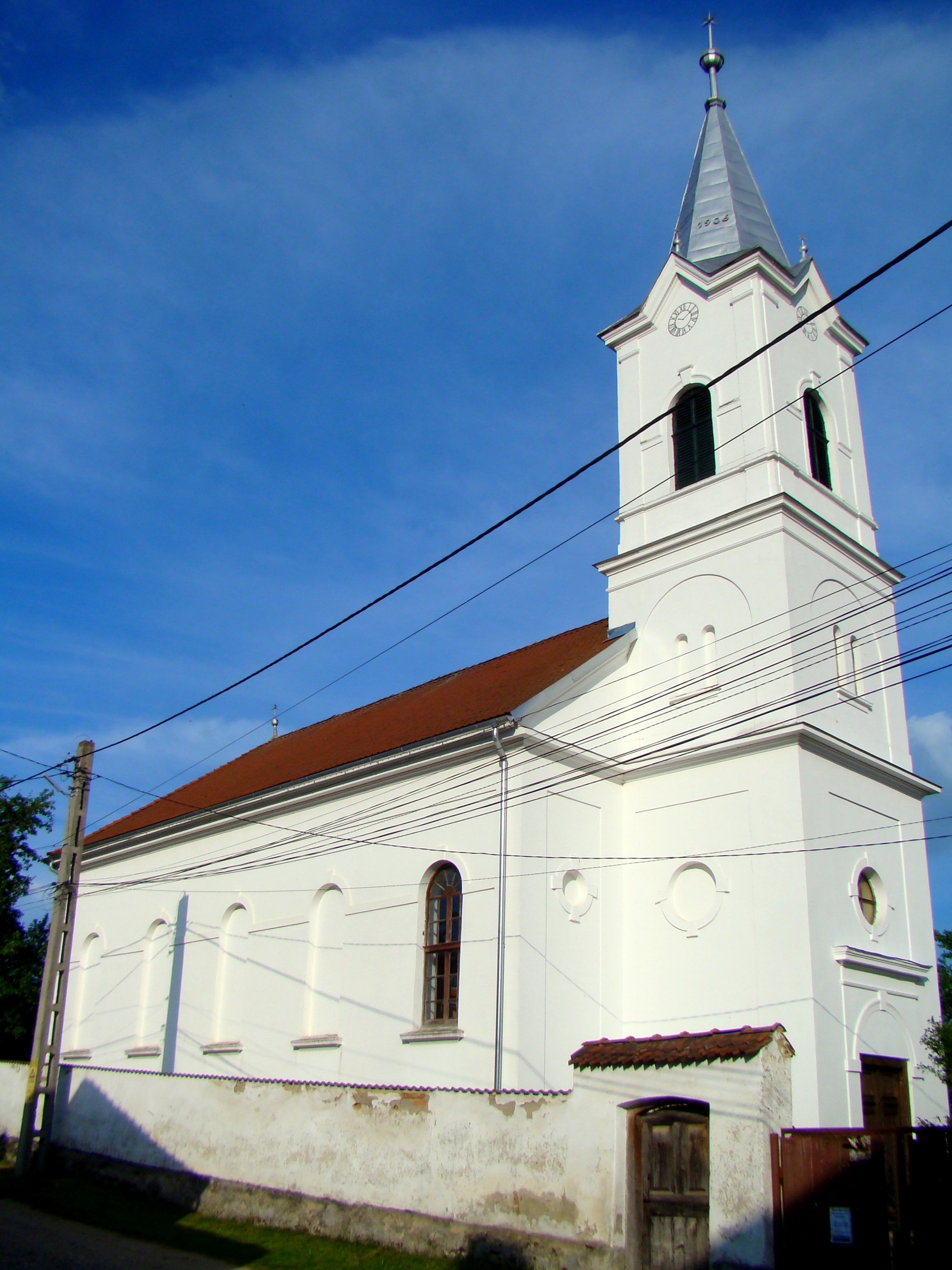
Biserica reformată datează din 1907, înlocuind o biserică de lemn construită în anul 1831
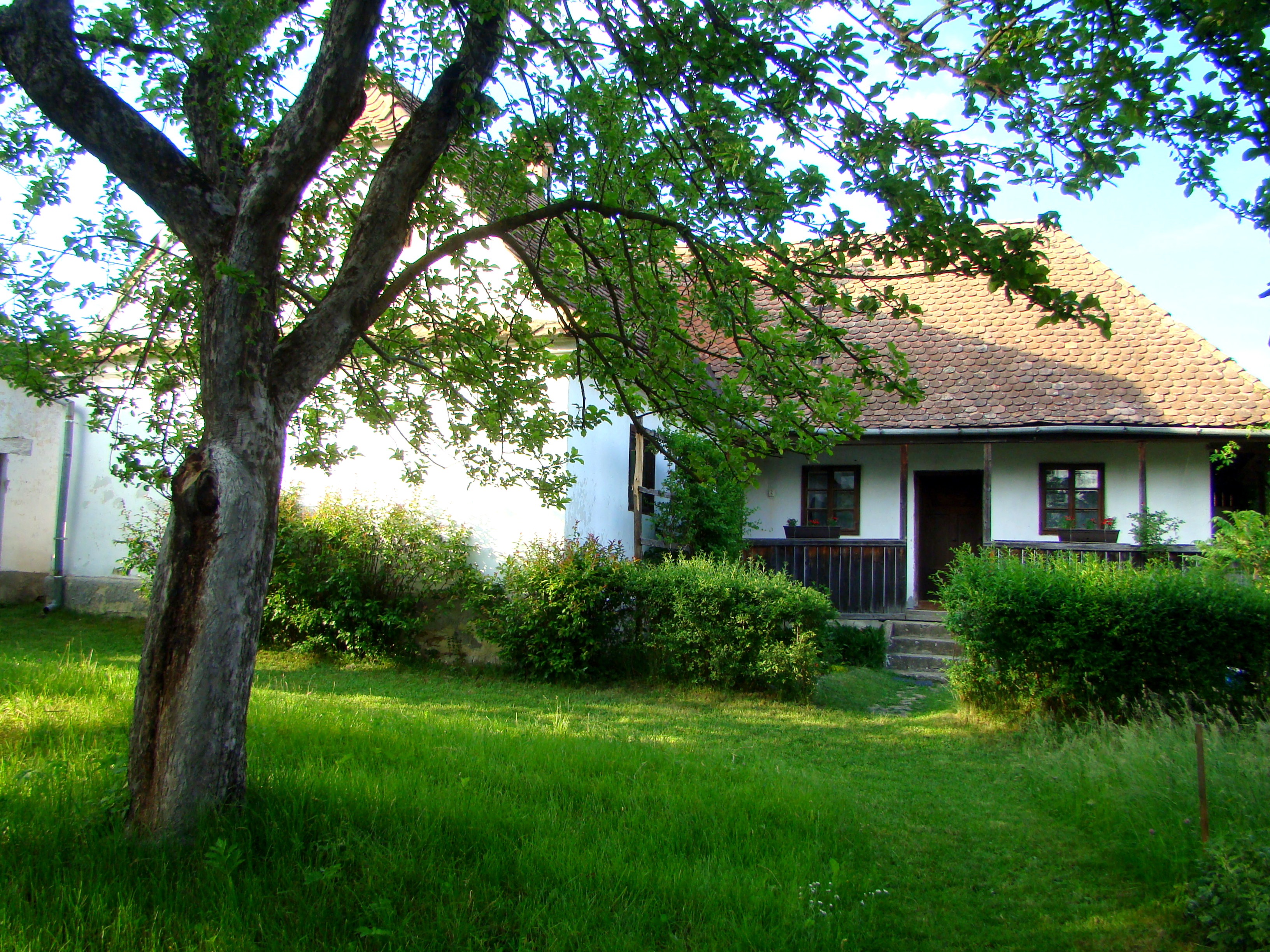
Casa parohială
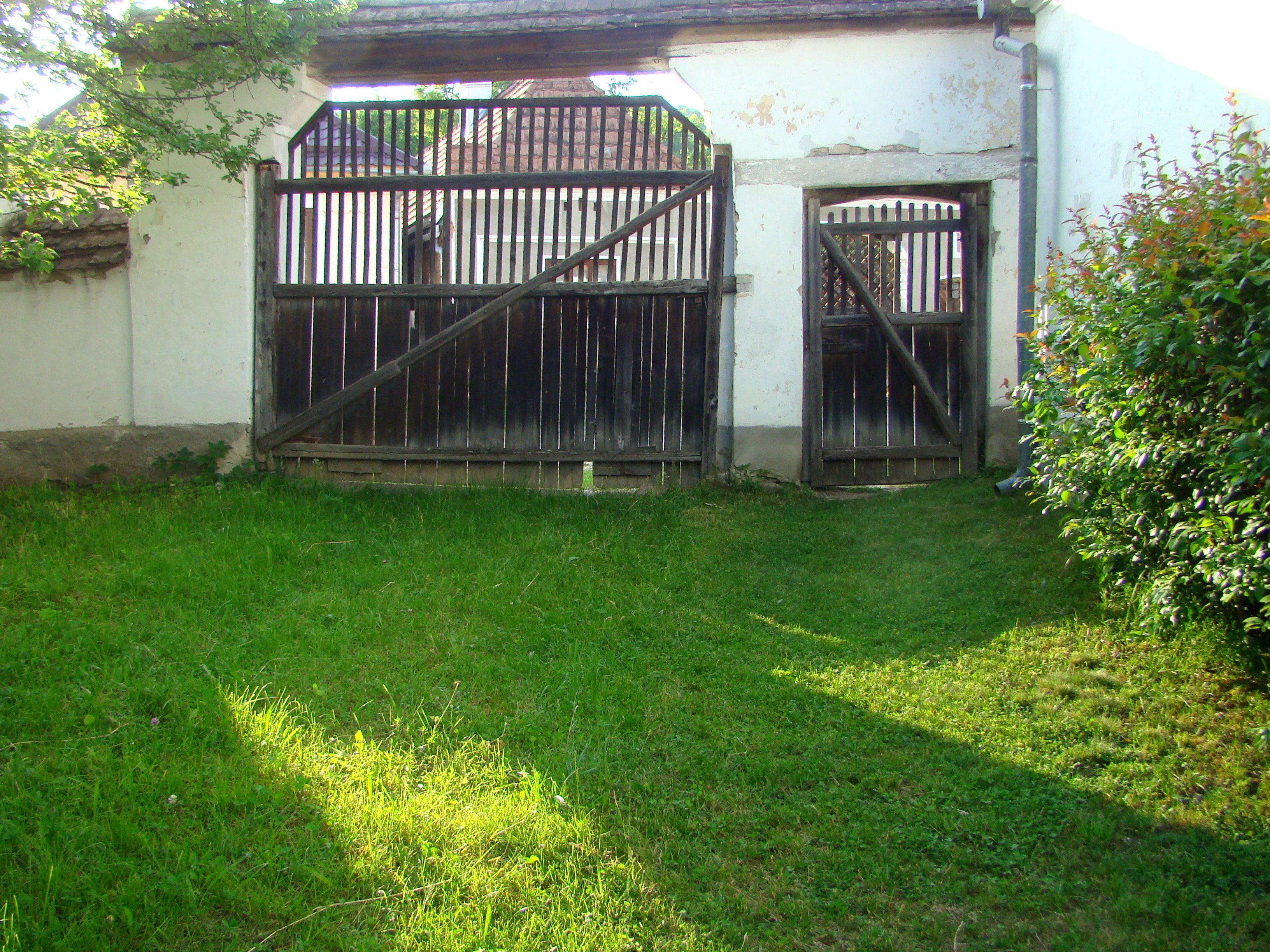
Poarta
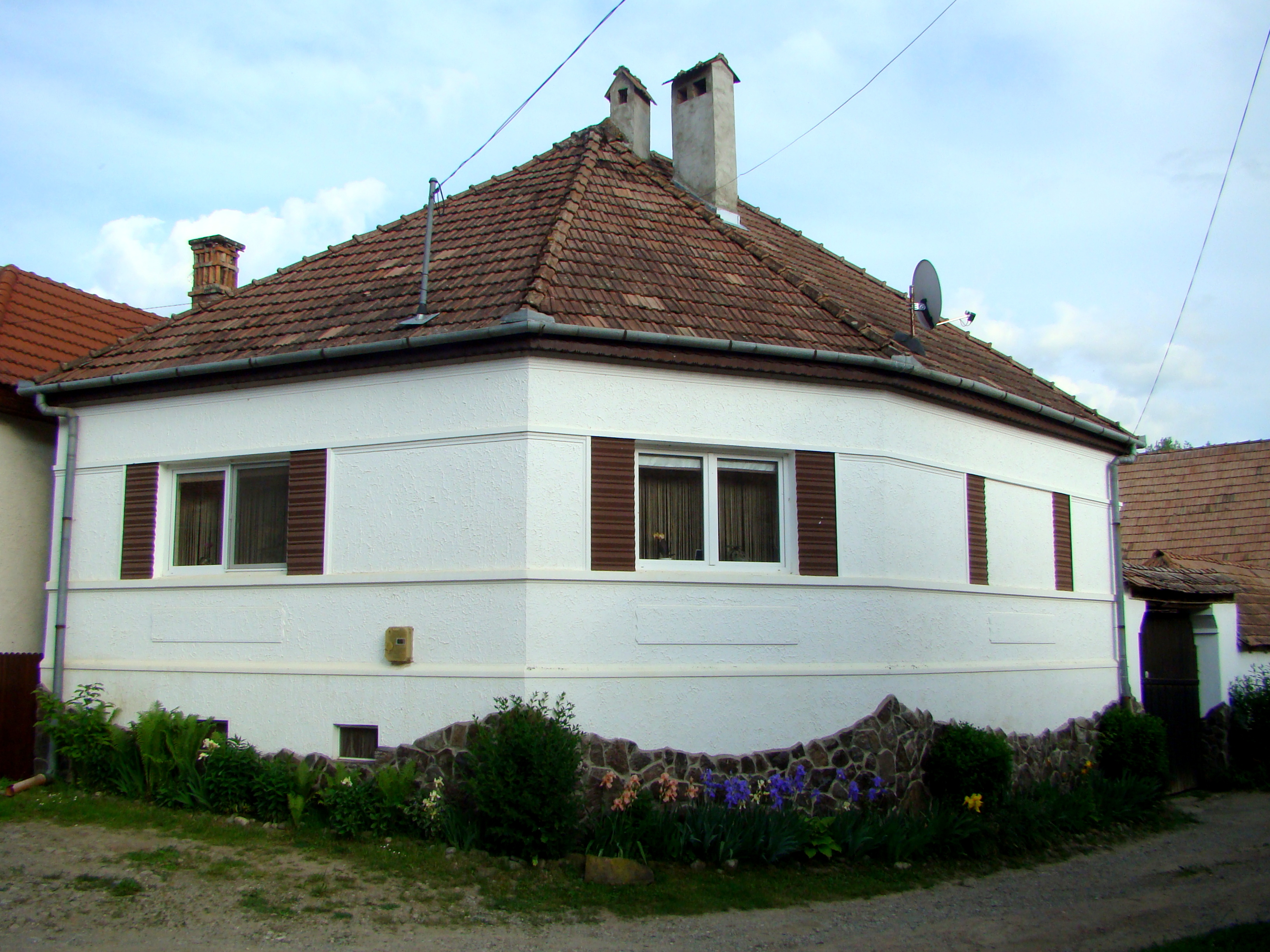
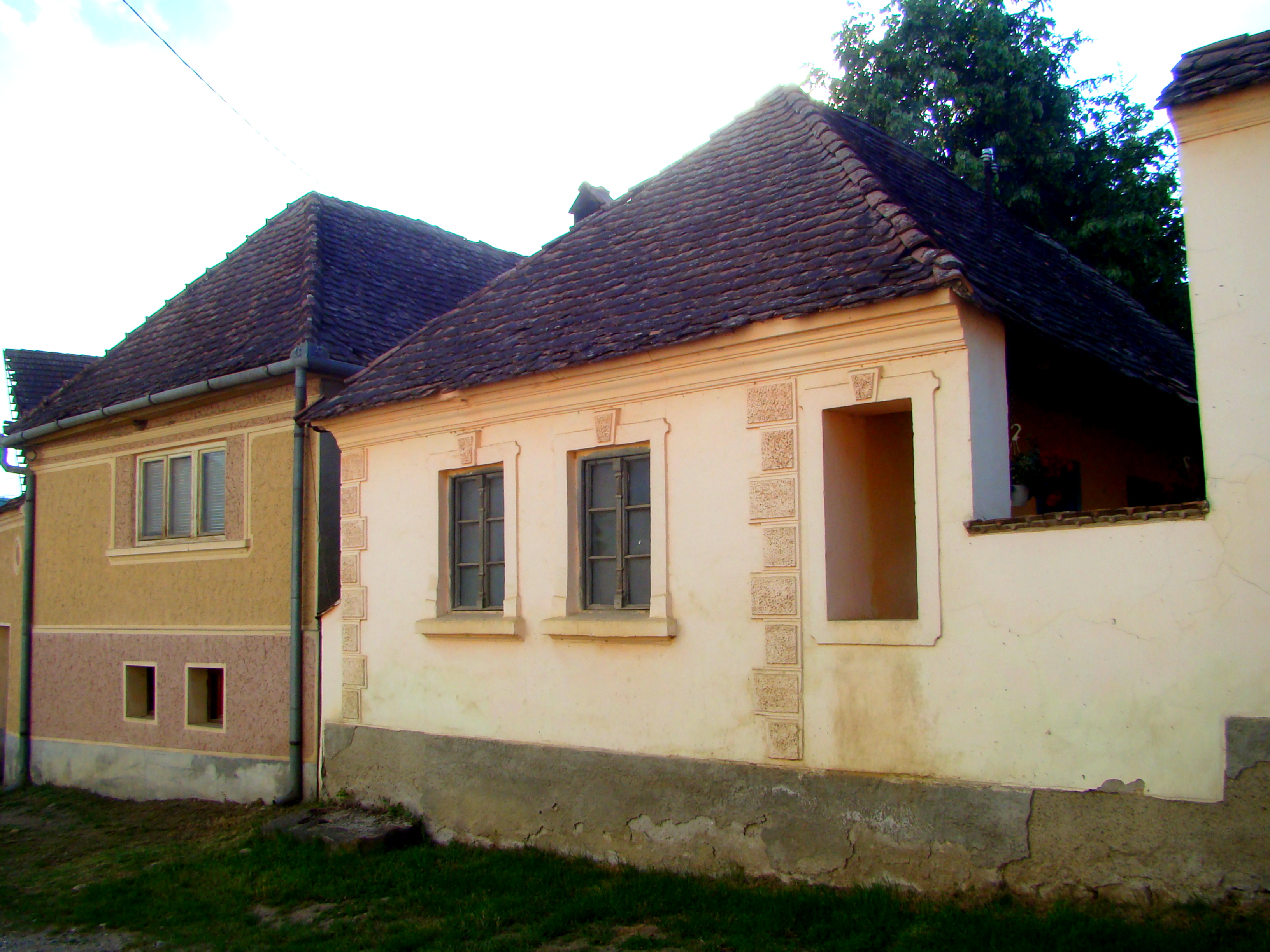
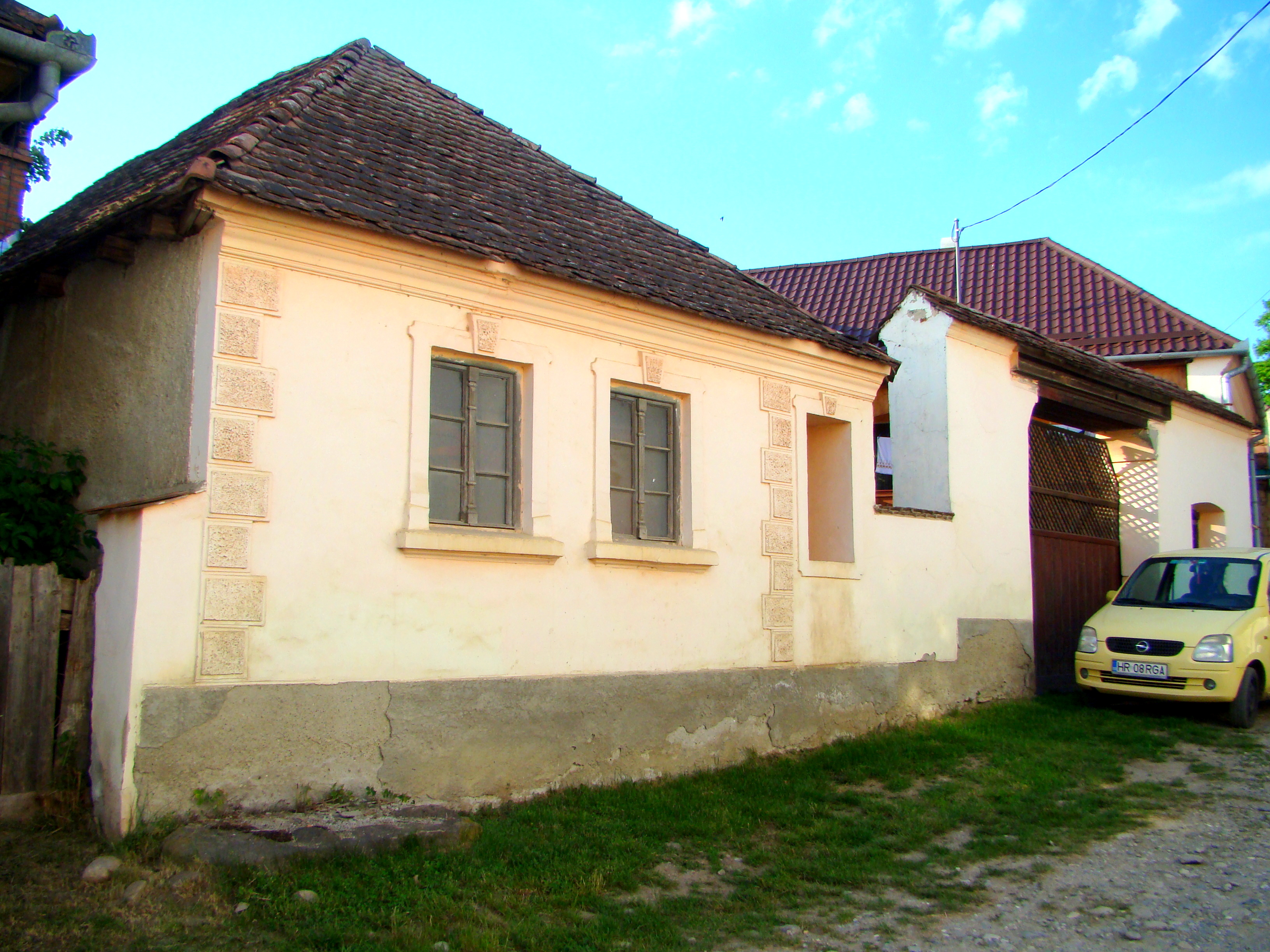
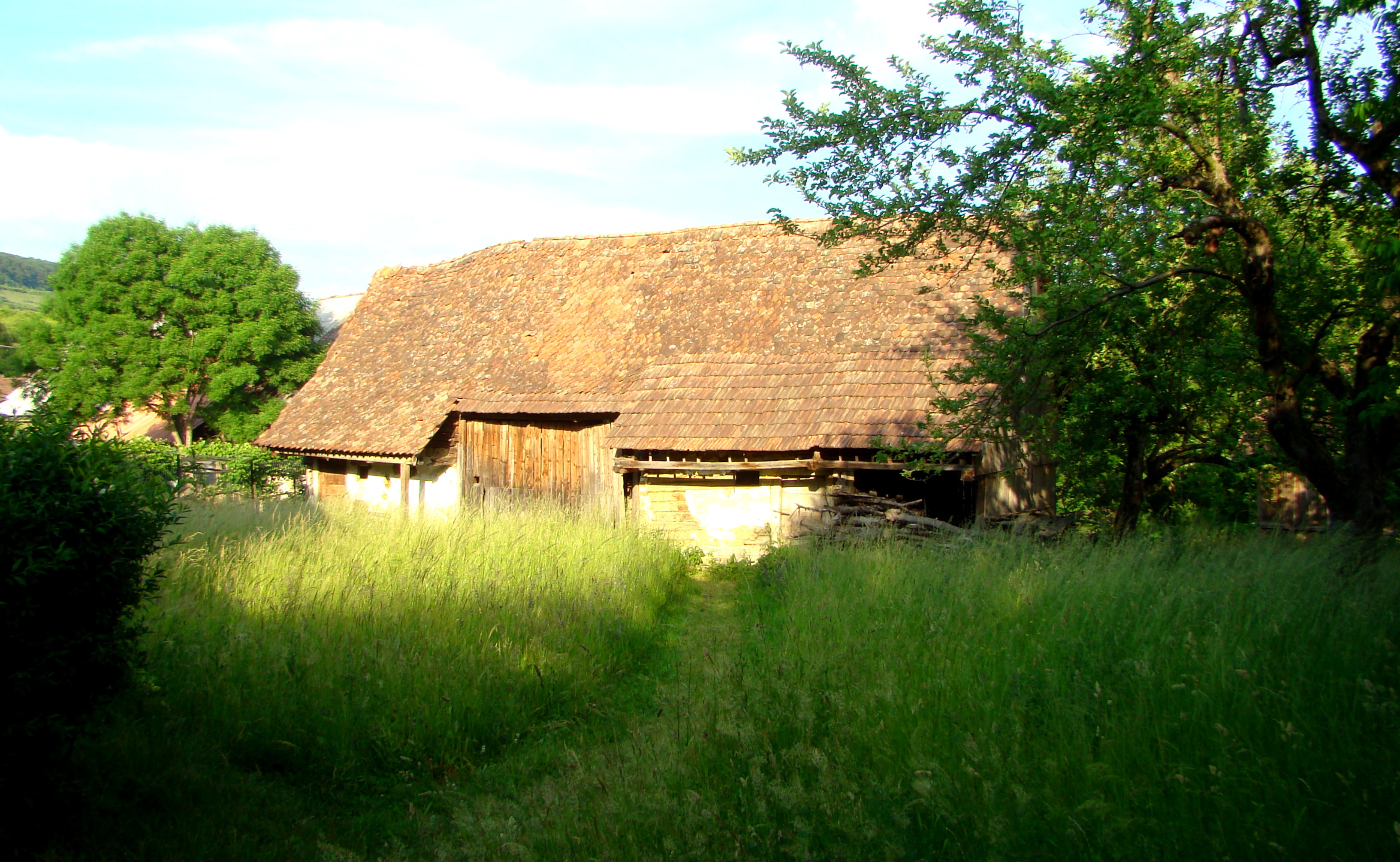
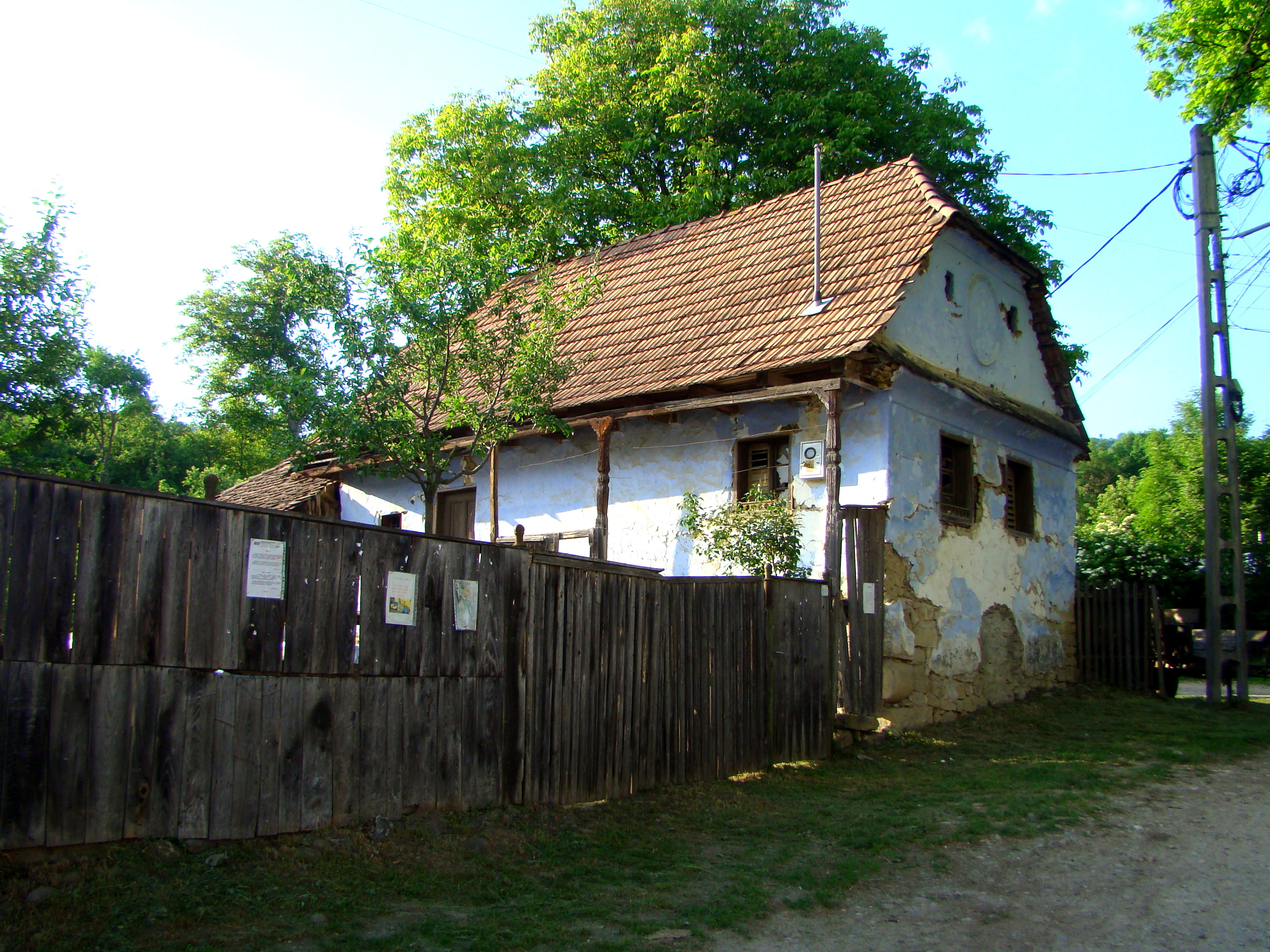
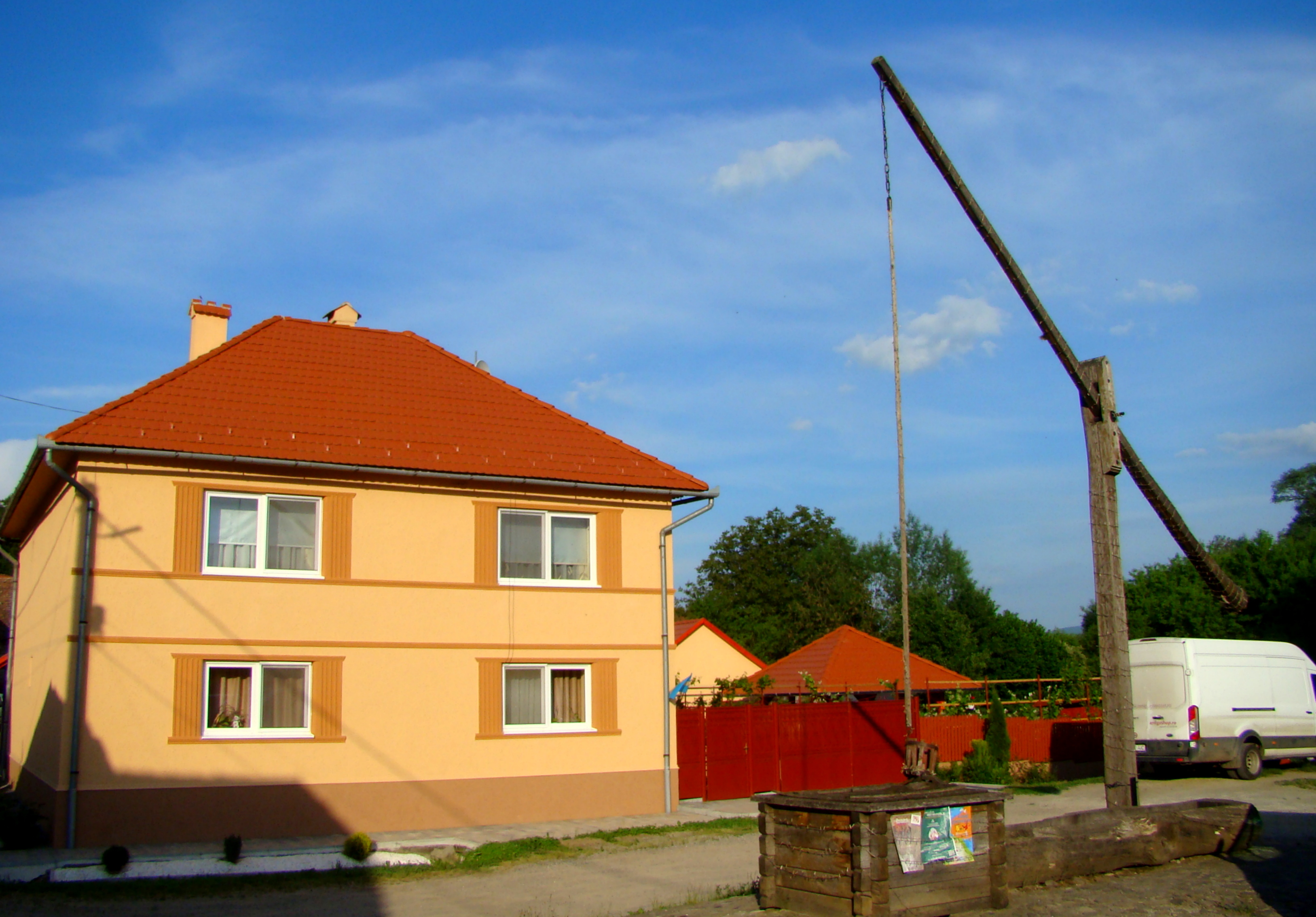
Fântâna cu cumpănă
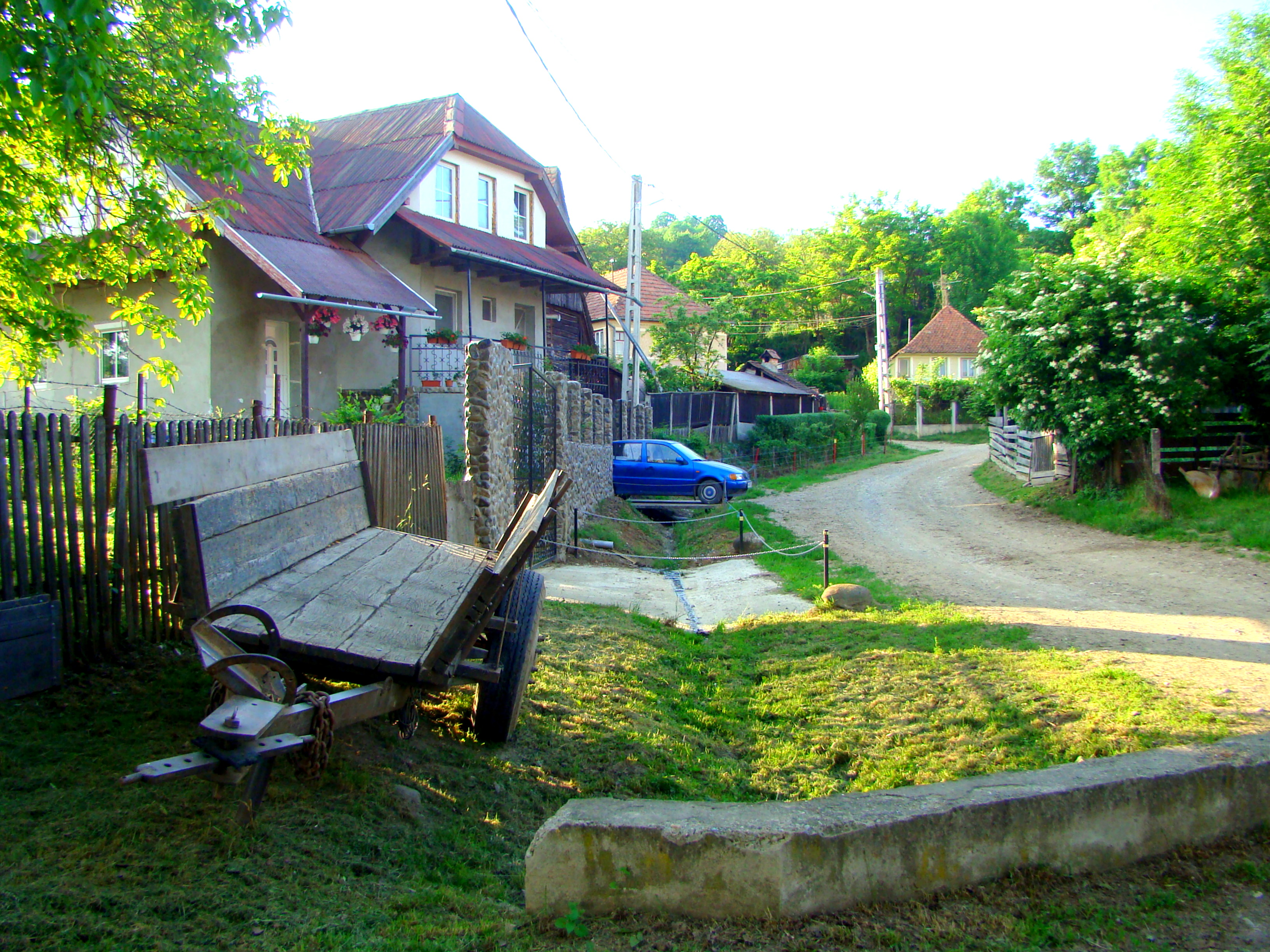
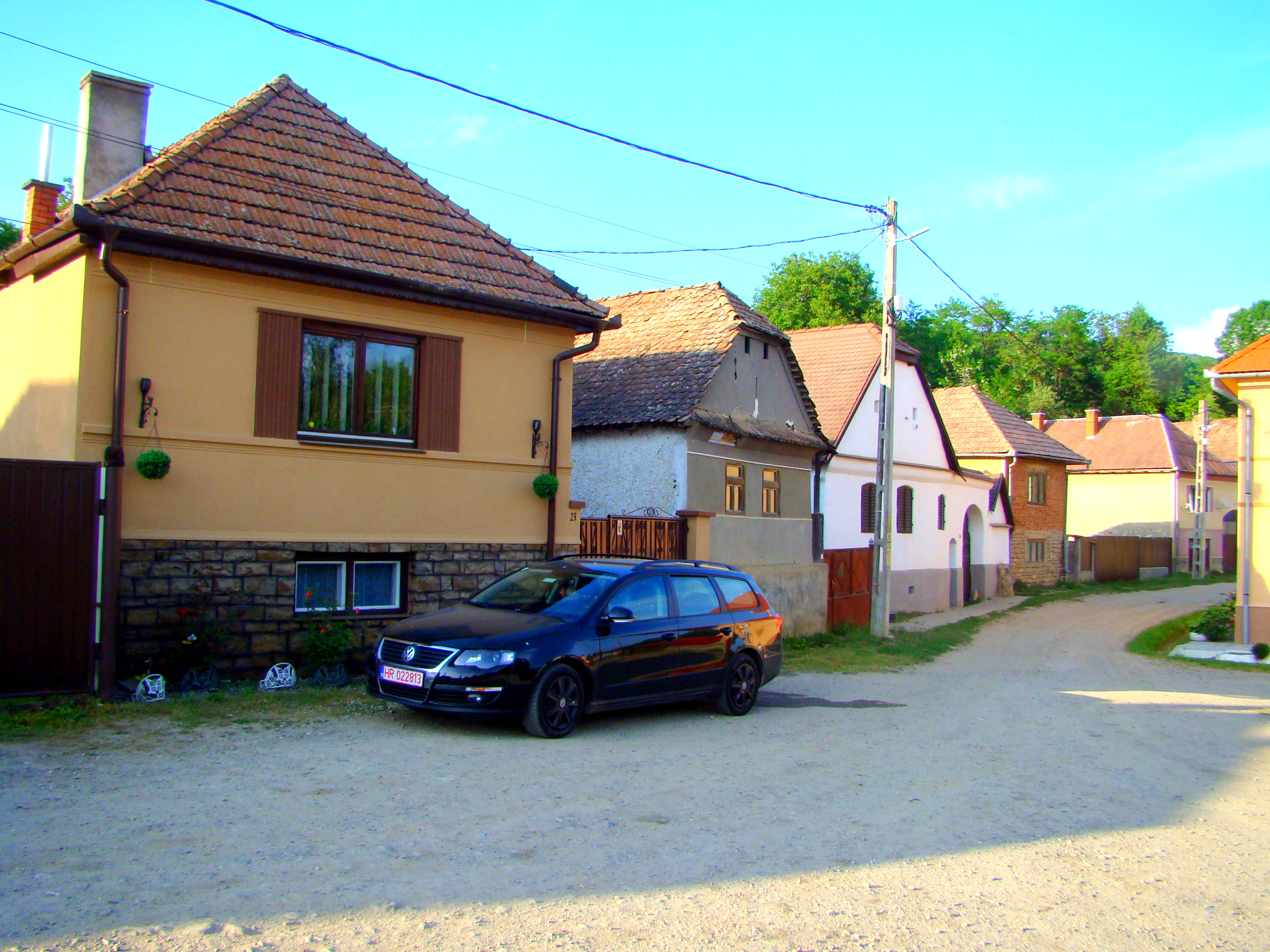
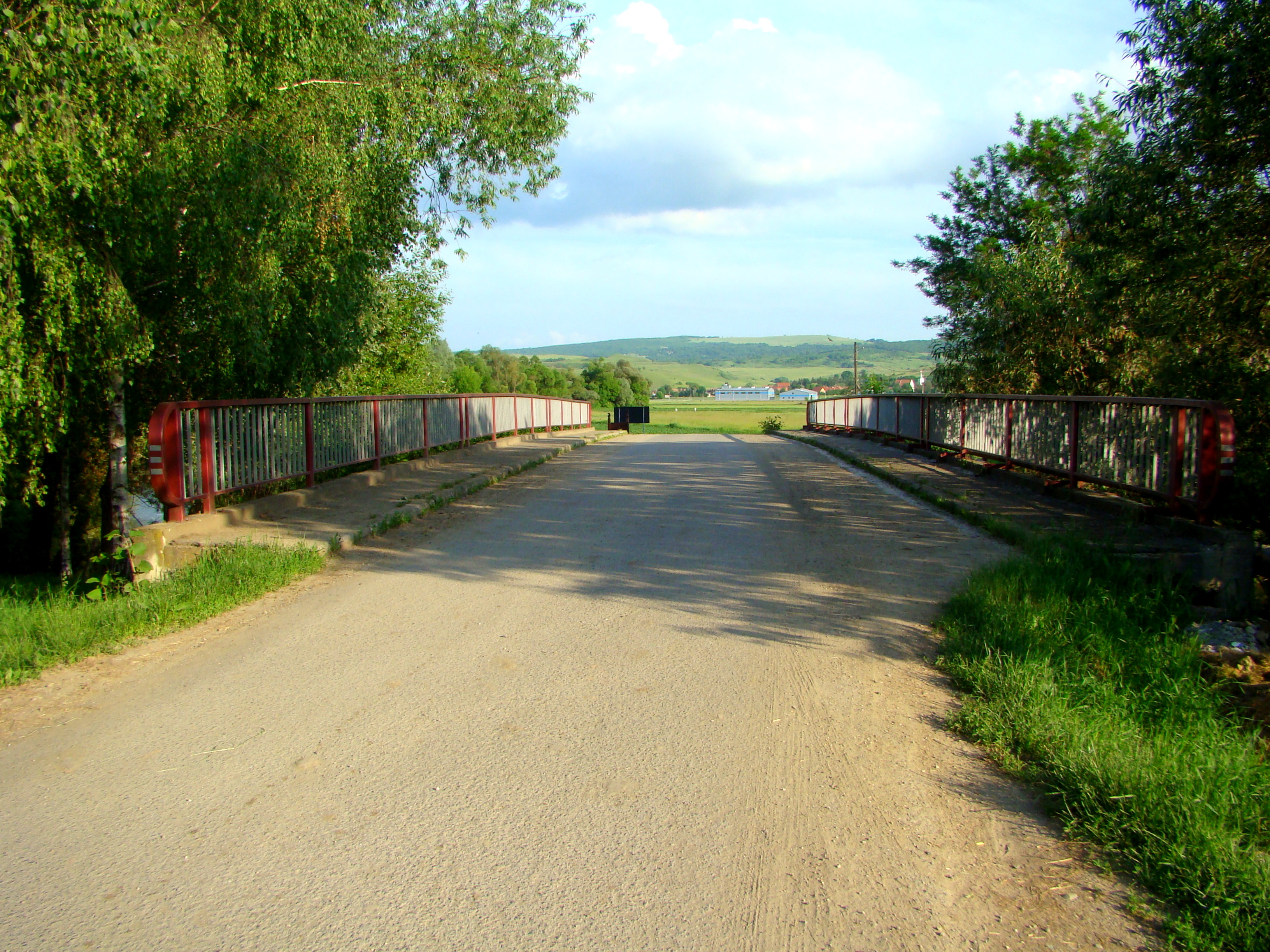
Podul peste Târnava Mare